# Israel Gottlieb Canz
Israel Gottlieb Canz, né à Freudenstadt en 1690, mort en 1753, est un philosophe et théologien allemand.
Il professa successivement l'éloquence, la poésie, la philosophie et la théologie dans sa ville natale ; adopta les principes de Gottfried Wilhelm Leibniz et de Christian Wolff et tâcha de les introduire dans la théologie luthérienne. 

## Œuvres
- Usus philosophiae Leibnitianae et Wolfianae in theologia (1728)
- Disciplinae morales omnes (1739)
- Ueberzeugender Beweis aus der Vernunft betreffend die Unsterblichkeit (1741)
- Ontologia (1741)
- Meditationes philosophiae (1750)